# Zeche Lange
Die Zeche Lange ist ein ehemaliges Steinkohlenbergwerk in Hattingen im Ortsteil Niederstüter. Das Bergwerk war eine Kleinzeche, Besitzer dieser Kleinzeche war die Firma Hans Wolf Lange & Co oHG. Das Bergwerk war nur wenige Jahre in Betrieb.

## Bergwerksgeschichte
Im Jahr 1956 wurde das Bergwerk in Betrieb genommen. Das Bergwerk baute den alten Sicherheitspfeiler des Schachtes Gustav der Zeche Vogelbruch ab. Der Schacht Gustav war ein tonnlägiger Schacht, der im Flöz Hauptflöz abgeteuft war. Der Schacht hatte eine flache Teufe von 60 Metern und einen Querschnitt von etwa 1,3 m2. Auf dem Bergwerk waren drei Bergleute beschäftigt. Die Gewinnung der Kohlen erfolgte mittels Abbauhammer. Die benötigte Pressluft erhielten die Bergleute von der Zeche Alte Haase. Zur Zeche Alte Haase wurden auch die Grubenwässer der Zeche Lange abgeleitet. Im Jahr 1961 wurde die Zeche Lange stillgelegt.

## Heutiger Zustand
Die Kleinzeche Lange ist heute Bestandteil des Bergbauwanderweges Alte Haase Süd. Von dem Schacht Gustav ist heute noch eine Betonkante im Gelände zu erkennen.